# Алессіо Таккінарді
Алессіо Таккінарді (італ. Alessio Tacchinardi, нар. 23 липня 1975, Крема) — італійський футболіст, що грав на позиції півзахисника. По завершенні ігрової кар'єри — футбольний тренер. Наразі очолює тренерський штаб команди «Перголеттезе».
Виступав, зокрема, за клуб «Ювентус», а також національну збірну Італії.
П'ятиразовий чемпіон Італії. Володар Кубка Італії. Чотириразовий володар Суперкубка Італії з футболу. Переможець Ліги чемпіонів УЄФА. Володар Міжконтинентального кубка. Володар Суперкубка УЄФА. Володар Кубка Інтертото. 

## Клубна кар'єра
У дорослому футболі дебютував 1992 року виступами за команду клубу «Аталанта», в якій провів два сезони, взявши участь лише у 9 матчах чемпіонату. 
Своєю грою за цю команду привернув увагу представників тренерського штабу клубу «Ювентус», до складу якого приєднався 1994 року. Відіграв за «стару сеньйору» наступні одинадцять сезонів своєї ігрової кар'єри. Більшість часу, проведеного у складі «Ювентуса», був основним гравцем команди. За цей час п'ять разів виборював титул чемпіона Італії, володарем Кубка Італії, володарем Суперкубка Італії з футболу (чотири рази), переможцем Ліги чемпіонів УЄФА, володарем Міжконтинентального кубка, володарем Суперкубка УЄФА, володарем Кубка Інтертото.
Протягом 2005—2007 років захищав кольори команди клубу «Вільярреал».
Завершив професійну ігрову кар'єру у клубі «Брешія», за команду якого виступав протягом 2007—2008 років.

## Виступи за збірні
У 1992 році дебютував у складі юнацької збірної Італії, взяв участь у 9 іграх на юнацькому рівні, відзначившись одним забитим голом.
Протягом 1994–1997 років залучався до складу молодіжної збірної Італії. На молодіжному рівні зіграв у 12 офіційних матчах, забив 1 гол.
У 1995 році дебютував в офіційних матчах у складі національної збірної Італії. Протягом кар'єри у національній команді, яка тривала 9 років, провів у формі головної команди країни лише 13 матчів.

## Кар'єра тренера
Розпочав тренерську кар'єру невдовзі по завершенні кар'єри гравця, 2009 року, увійшовши до тренерського штабу клубу «Пергокрема».
В подальшому входив до тренерського штабу клубу «Брешія», де відповідав за юнацьку команду.
Наразі очолює тренерський штаб команди «Перголеттезе».
| Дата       | Місто     | Господарі            | Результат | Гості     | Турнір            | Голи | Примітки |
| ---------- | --------- | -------------------- | --------- | --------- | ----------------- | ---- | -------- |
| 06/09/1995 | Удіне     | Італія               | 1 – 0     | Словенія  | Відбір до ЧЄ 1996 | -    |          |
| 23/02/2000 | Палермо   | Італія               | 1 – 0     | Швеція    | товариський матч  | -    |          |
| 29/03/2000 | Барселона | Іспанія              | 2 – 0     | Італія    | товариський матч  | -    |          |
| 28/02/2001 | Рим       | Італія               | 1 – 2     | Аргентина | товариський матч  | -    |          |
| 24/03/2001 | Бухарест  | Румунія              | 0 – 2     | Італія    | Відбір до ЧС 2002 | -    |          |
| 28/03/2001 | Трієст    | Італія               | 4 – 0     | Литва     | Відбір до ЧС 2002 | -    |          |
| 25/04/2001 | Перуджа   | Італія               | 1 – 0     | ПАР       | товариський матч  | -    |          |
| 02/06/2001 | Тбілісі   | Грузія               | 1 – 2     | Італія    | Відбір до ЧС 2002 | -    |          |
| 01/09/2001 | Каунас    | Литва                | 0 – 0     | Італія    | Відбір до ЧС 2002 | -    |          |
| 05/09/2001 | П'яченца  | Італія               | 1 – 0     | Марокко   | товариський матч  | -    |          |
| 17/04/2002 | Мілан     | Італія               | 1 – 1     | Уругвай   | товариський матч  | -    |          |
| 20/08/2003 | Штутгарт  | Німеччина            | 0 – 1     | Італія    | товариський матч  | -    |          |
| 10/09/2003 | Белград   | Сербія та Чорногорія | 1 – 1     | Італія    | Відбір до ЧЄ 2004 | -    |          |
| Усього     |           | Матчів               | 13        |           | Голів             | 0    |          |

## Титули і досягнення
- Чемпіон Італії (5):

«Ювентус»: 1994–95, 1996–97, 1997–98, 2001–02, 2002–03
- Чемпіон Італії (анульовано):

«Ювентус»: 2004–05
- Володар Кубка Італії (1):

«Ювентус»: 1994–95
- Володар Суперкубка Італії з футболу (4):

«Ювентус»: 1995, 1997, 2002, 2003
- Переможець Ліги чемпіонів УЄФА (1):

«Ювентус»: 1995–96
- Володар Міжконтинентального кубка (1):

«Ювентус»: 1996
- Володар Суперкубка УЄФА (1):

«Ювентус»: 1996
- Володар Кубка Інтертото (1):

«Ювентус»: 1999
- Чемпіон Європи (U-21): 1996